# Виневитин, Василий Михайлович
Василий Михайлович Виневитин (1913—1938) — советский военнослужащий, лейтенант погранвойск НКВД СССР, участник боёв на озере Хасан, Герой Советского Союза (1938).

## Биография
Василий Виневитин родился 25 апреля 1913 года в селе Духовое (ныне — Лискинский район Воронежской области) в рабочей семье. В 1930—1932 годах он учился в железнодорожной профессиональной технической школе в Лисках. С 1932 года он работал дорожным мастером, затем стал помощником начальника участка на строительстве железной дороги Валуйки—Пенза, а впоследствии начальником 5-го строительного железнодорожного участка в Урюпинске. В октябре 1935 года он был призван на службу в пограничные войска НКВД СССР. Первоначально был инструктором-снайпером, затем стал начальником инженерной службы Посьетского погранотряда Дальневосточного пограничного округа. Отличился во время боёв на озере Хасан.
Летом 1938 года Виневитин руководил обороной пограничных рубежей. Снайперским огнём он уничтожал японцев, а в критический момент боя поднял бойцов в контратаку, отбросив противника. В бою он получил ранение, но сбежал из госпиталя на следующий же день, вернувшись в своё подразделение. Виневитин трагически погиб в ночь с 31 июля на 1 августа 1938 года. Когда он возвращался с боевого задания по оборудованию проходов в японских минных полях, он неправильно назвал пароль и был убит часовым.
Похоронен в братской могиле в селе Сухая Речка Хасанского района Приморского края.
Указом Президиума Верховного Совета СССР от 25 октября 1938 года за «героизм и мужество, проявленные в боях с японскими милитаристами» лейтенант Василий Виневитин посмертно был удостоен высокого звания Героя Советского Союза. Также был награждён орденом Ленина.

## Память
В честь Виневитина названа железнодорожная станция в Приморском крае, улицы во Владивостоке и в Боброве.